# Josselin Ouanna
Josselin Ouanna (Tours, 14 april 1986) is een voormalig Franse tennisspeler. Hij heeft geen ATP-toernooi gewonnen. Wel deed hij al mee aan Grand Slams. Hij heeft vier challengers in het enkelspel en één challenger in het dubbelspel op zijn naam staan.

## Palmares

### Palmares enkelspel
| Legenda                       | Legenda               |
| ----------------------------- | --------------------- |
| Grand Slam                    |                       |
| Olympische Spelen             |                       |
| tot 2009                      | vanaf 2009            |
| Tennis Masters Cup            | ATP Finals            |
| ATP Masters Series            | ATP Tour Masters 1000 |
| ATP International Series Gold | ATP Tour 500          |
| ATP International Series      | ATP Tour 250          |

| Nr.                  | Datum            | Toernooi     | Ondergrond    | Tegenstander in finale | Score         |
| -------------------- | ---------------- | ------------ | ------------- | ---------------------- | ------------- |
| Gewonnen challengers |                  |              |               |                        |               |
| 1.                   | 6 oktober 2008   | Rennes       | Hardcourt (i) | Adrian Mannarino       | 6-2, 6-3      |
| 2.                   | 3 maart 2009     | Saint-Brieuc | Gravel (i)    | Adrian Mannarino       | 7-5, 1-6, 6-4 |
| 3.                   | 27 februari 2012 | Cherbourg    | Hardcourt (i) | Maxime Teixeira        | 6-3, 6-2      |
| 4.                   | 4 september 2012 | Saint-Rémy   | Hardcourt     | Flavio Cipolla         | 6-4, 7-5      |

### Palmares dubbelspel
| Nr.                              | Datum        | Toernooi | Ondergrond | Partner    | Tegenstanders in finale | Score               |
| -------------------------------- | ------------ | -------- | ---------- | ---------- | ----------------------- | ------------------- |
| Gewonnen challengers herendubbel |              |          |            |            |                         |                     |
| 1.                               | 22 juni 2014 | Tianjin  | Hardcourt  | Robin Kern | Jason Jung Evan King    | 6-7(3), 7-5, [10-8] |

## Prestatietabellen
| Legenda | Legenda                          |
| ------- | -------------------------------- |
| g.t.    | geen toernooi gehouden           |
| l.c.    | lagere categorie                 |
| –       | niet deelgenomen                 |
| G       | uitgeschakeld in de groepsfase   |
| 1R      | uitgeschakeld in de eerste ronde |
| 2R      | uitgeschakeld in de tweede ronde |
| 3R      | uitgeschakeld in de derde ronde  |
| 4R      | uitgeschakeld in de vierde ronde |
| KF      | uitgeschakeld in de kwartfinale  |
| HF      | uitgeschakeld in de halve finale |
| F       | de finale verloren               |
| W       | het toernooi gewonnen            |
| w-v     | winst/verlies-balans             |

### Prestatietabel enkelspel
| Grandslamtoernooien   |      |                 |                 |                 |        |
| Australian Open       | –    | –               | –               | 1R              | 0-1    |
| Roland Garros         | 1R   | 3R              | 2R              | –               | 3-3    |
| Wimbledon             | –    | –               | –               | –               | 0-0    |
| US Open               | –    | 2R              | –               | –               | 1-1    |
| Winst-verlies         | 0–1  | 3–2             | 1-1             | 0-1             | 4-5    |
| ATP World Tour Finals |      |                 |                 |                 |        |
| ATP World Tour Finals | –    | –               | –               | –               | 0-0    |
| ATP Masters 1000      |      |                 |                 |                 |        |
| Indian Wells          | –    | –               | –               | –               | 0-0    |
| Miami                 | –    | –               | –               | –               | 0-0    |
| Monte Carlo           | –    | –               | –               | –               | 0–0    |
| Rome                  | –    | –               | –               | –               | 0-0    |
| Hamburg               | –    | lager categorie | lager categorie | lager categorie | 0–0    |
| Madrid                | –    | –               | –               | –               | 0-0    |
| Montreal/Toronto      | –    | –               | –               | –               | 0–0    |
| Cincinnati            | –    | –               | –               | –               | 0-0    |
| Shanghai              | g.M. | –               | –               | –               | 0–0    |
| Parijs                | 1R   | –               | 1R              | –               | 0-2    |
| Olympische Spelen     |      |                 |                 |                 |        |
| Olympische Spelen     | –    | geen toernooi   | geen toernooi   | geen toernooi   | 0-0    |
| Statistieken          |      |                 |                 |                 |        |
| Totaal aantal titels  | 0    | 0               | 0               | 0               | 0      |
| Totaal winst-verlies  | 2-5  | 3-5             | 4-5             | 0-2             | 9-17   |
| Eindejaarsranking     | 155  | 130             | 157             | 274             | n.v.t. |

### Prestatietabel dubbelspel
| Grandslamtoernooien   |                   |                   |                   |                 |                 |                 |                 |                 |                 |                 |        |
| Australian Open       | –                 | –                 | –                 | –               | –               | –               | –               | –               | –               | –               | 0-0    |
| Roland Garros         | 1R                | 2R                | 1R                | 1R              | 2R              | 1R              | –               | 1R              | 1R              | 1R              | 2-9    |
| Wimbledon             | –                 | –                 | –                 | –               | –               | –               | –               | –               | –               | –               | 0-0    |
| US Open               | –                 | –                 | –                 | –               | –               | –               | –               | –               | –               | –               | 0-0    |
| Winst-verlies         | 0–1               | 1-1               | 0-1               | 0-1             | 1-1             | 0-1             | 0-0             | 0-1             | 0-1             | 0-1             | 2-9    |
| ATP World Tour Finals |                   |                   |                   |                 |                 |                 |                 |                 |                 |                 |        |
| ATP World Tour Finals | –                 | –                 | –                 | –               | –               | –               | –               | –               | –               | –               | 0-0    |
| ATP Masters 1000      |                   |                   |                   |                 |                 |                 |                 |                 |                 |                 |        |
| Indian Wells          | –                 | –                 | –                 | –               | –               | –               | –               | –               | –               | –               | 0-0    |
| Miami                 | –                 | –                 | –                 | –               | –               | –               | –               | –               | –               | –               | 0-0    |
| Monte Carlo           | –                 | –                 | –                 | –               | –               | –               | –               | –               | –               | –               | 0–0    |
| Rome                  | –                 | –                 | –                 | –               | –               | –               | –               | –               | –               | –               | 0-0    |
| Hamburg               | –                 | –                 | –                 | lager categorie | lager categorie | lager categorie | lager categorie | lager categorie | lager categorie | lager categorie | 0–0    |
| Madrid                | –                 | –                 | –                 | –               | –               | –               | –               | –               | –               | –               | 0-0    |
| Montreal/Toronto      | –                 | –                 | –                 | –               | –               | –               | –               | –               | –               | –               | 0–0    |
| Cincinnati            | –                 | –                 | –                 | –               | –               | –               | –               | –               | –               | –               | 0-0    |
| Shanghai              | geen Masters 1000 | geen Masters 1000 | geen Masters 1000 | –               | –               | –               | –               | –               | –               | –               | 0–0    |
| Parijs                | –                 | –                 | 1R                | –               | –               | –               | KF              | –               | –               | –               | 2-2    |
| Olympische Spelen     |                   |                   |                   |                 |                 |                 |                 |                 |                 |                 |        |
| Olympische Spelen     | g.t.              | g.t.              | –                 | geen toernooi   | geen toernooi   | geen toernooi   | –               | geen toernooi   | geen toernooi   | geen toernooi   | 0-0    |
| Statistieken          |                   |                   |                   |                 |                 |                 |                 |                 |                 |                 |        |
| Totaal aantal titels  | 0                 | 0                 | 0                 | 0               | 0               | 0               | 0               | 0               | 0               | 0               | 0      |
| Totaal winst-verlies  | 0-1               | 1-1               | 0-2               | 0-2             | 3-3             | 0-1             | 2-1             | 0-3             | 0-1             | 0-1             | 6-16   |
| Eindejaarsranking     | 879               | 233               | 443               | /               | 272             | 1179            | 260             | 546             | 575             | 1169            | n.v.t. |